# 伊藤整一

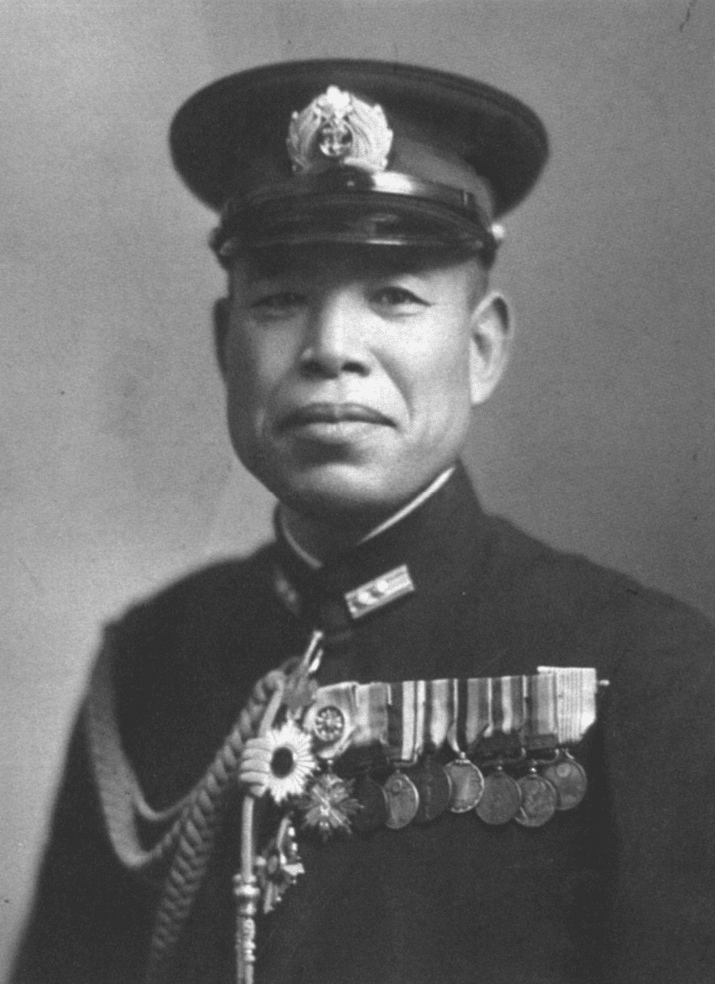
擔任軍令部次長的伊藤整一

伊藤整一（いとう せいいち，1890年7月27日—1945年4月7日），大日本帝國海軍將官，曾任第2艦隊司令長官、日本駐滿洲國海軍武官等職。
伊藤整一出生於福岡縣三池郡高田町一個普通家庭。為海軍兵學校第39期，同期學生還有遠藤喜一、高木武雄、山縣正郷、岡敬純、角田覺治、原忠一等人。
於1927年擔任日本駐美國大使館武官，與沖繩作戰中的美軍司令斯普魯恩斯頗有交情。
1941年8月11日（昭和16年），伊藤整一在太平洋戰爭開始之前成為軍令部次長，並參加了戰前的國策會議。開戰之後，伊藤本人與搭乘美日交換船返國的日本駐美武官橫山一郎討論美國動向。伊藤整一詢問美國對日本的可能反擊路線，橫山答以可能會經由塞班島和硫磺島。伊藤問橫山這場戰爭將如何結束，橫山認為日本的失敗在某種程度上是不可避免的，即使在最好的狀況下，日本的地位也會回歸到甲午戰爭以前的狀態。橫山對伊藤整一的個性印象深刻，因為伊藤並未對他的報告感到憤怒。。
1945年4月，聯合艦隊司令部決定發動天一號作戰。第二艦隊司令長官伊藤整一及其他指揮官與艦長，曾對此作戰提出質疑，但最後仍然服從聯合艦隊參謀長草鹿龍之介的勸說（「希望成為一億總特攻的先鋒（一億総特攻の魁となって頂きたい）」）。伊藤於是指揮艦隊出擊。
第二艦隊出擊時曾被美國潛艇發現並通報上級，但美國潛艇被命令不得攻擊。後又被美國偵察機發現，伊藤曾下令艦隊向西航行，暫時迷惑了美國偵察機；但美方偵查機持續跟蹤，伊藤於是下令艦隊直接航向沖繩。1945年4月7日，於第2艦隊旗艦大和號即將沉沒時，伊藤下令作戰中止，命令驅逐艦救助大和號艦員，後於司令官室自盡，隨艦共沉。於同日追贈大將，以及勳一等旭日大綬章。
伊藤整一的獨子伊藤叡是海軍飛行員，於天一號作戰參與宇垣纏中將派出護衛第二艦隊的零式戰鬥機機隊。後參加神風特攻隊於1945年4月28日戰死於沖繩。